# Kahla
Kahla è una città di 6 724 abitanti della Germania situata nel circondario della Saale-Holzland in Turingia.